# Georg Karo
Georg Karo (Venezia, 11 gennaio 1872 – Friburgo in Brisgovia, 12 novembre 1963) è stato un archeologo tedesco, noto per le sue ricerche sulle civiltà micenea ed etrusca.

## Biografia
Nato a Venezia da famiglia ebraica e cresciuto a Firenze, Georg Karo studiò storia, filosofia e archeologia presso le università di Monaco e Bonn, dove fu allievo di Georg Loeschcke. Dopo la laurea, compie un lungo viaggio di studio nel Mediterraneo, durante il quale studia manoscritti a Roma. Nel 1902 ottenne l'abilitazione a Bonn e dal 1905 fu segretario di Wilhelm Dörpfeld presso l'Istituto archeologico tedesco ad Atene, dove nel 1910 ottenne l'incarico di direttore. Mentre era di stanza in Grecia, condusse scavi archeologici a Tirinto e Corfù.
Dal 1920 al 1930 è stato professore di archeologia classica all'Università di Halle, per poi tornare ad Atene. Nel 1936 fu sollevato dal suo incarico presso l'Istituto Archeologico Tedesco a causa dei suoi antenati ebrei. Per alcuni anni lavorò come scrittore a Monaco di Baviera, poi nel 1939 emigrò negli Stati Uniti, dove insegnò come professore ospite ai college di Oberlin e Claremont. Nel 1953 tornò in Germania come professore onorario all'Università di Friburgo.

## Opere
- (DE)  Die tyrsenische Stele von Lemnos, 1908, Mittheilungen des Kaiserlich Deutschen Archaeologischen Instituts, Athenische Abteilung, 33, 48—74.
- (DE)  Die Schachtgräber von Mykenai, 1915 –
- (DE)  Führer durch die Ruinen von Tiryns, 1915 –
- (DE)  Religion des ägäischen Kreises, 1925 –
- (DE) Zwei etruskische Wundervögel; aus dem 8./7. Jahrhundert, 1954 –
- (DE)  Greifen am Thron; Erinnerungen an Knossos, 1959 –
- (EN)  An Attic cemetery; excavations in the Kerameikos at Athens under Gustav Oberlaender and the Oberlaender Trust, 1943.
- (EN)  Greek personality in archaic sculpture, 1948.[4]